# استتباب بروتيني

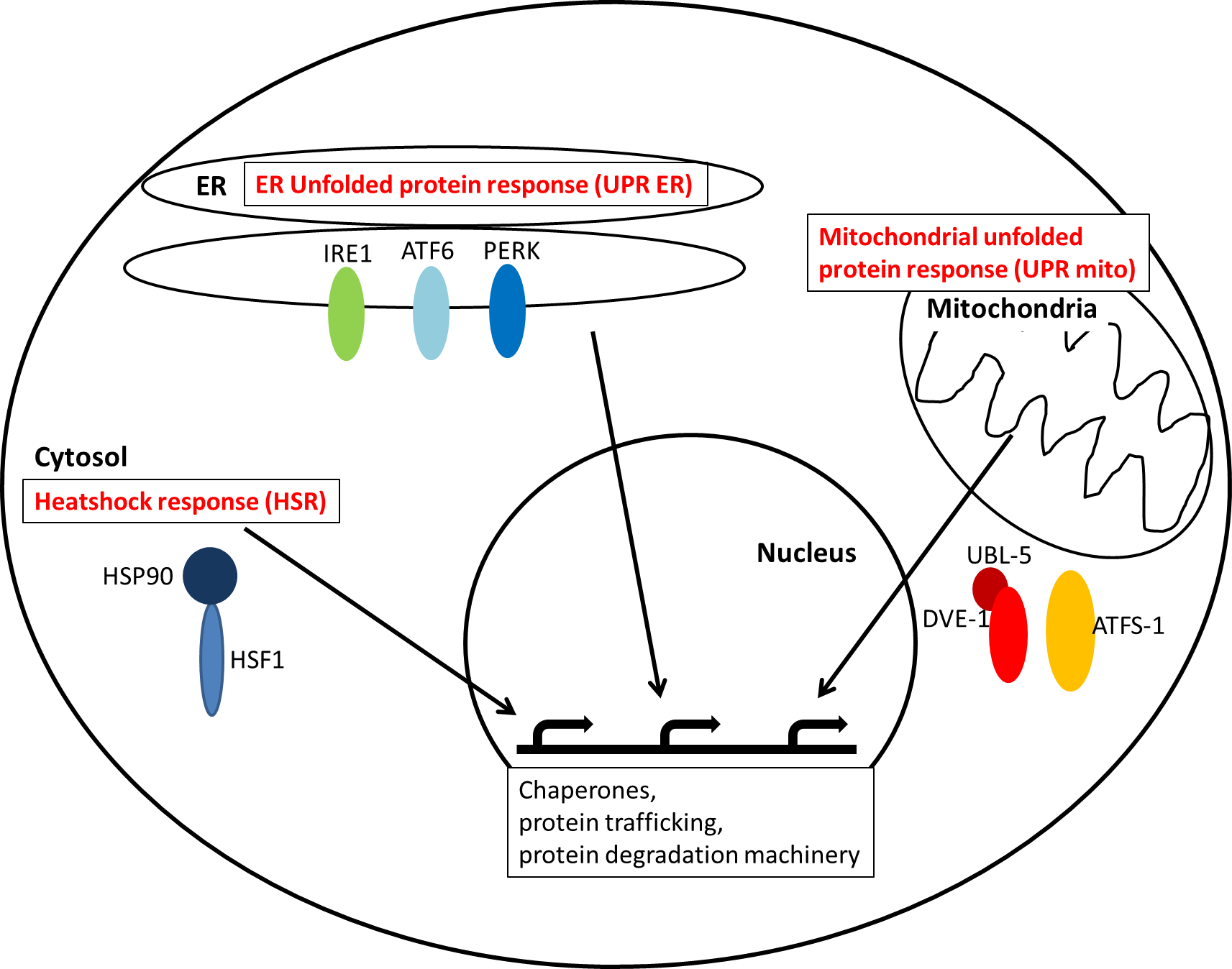

الاستتباب البروتيني (بالإنجليزية: Proteostasis) هذا المصطلح يتكون من دمج الكلمتين «البروتين» و «الاستتباب»، وهو يشير إلى مجموعة من العمليات البيولوجية التي تتحكم في تركيز البروتينات المختلفة الموجودة في الخلية. وهذا يتضمن ضبط تركيز البروتين، تشكله، تفاعلات الارتباط، والتمركز التحت خلوي، غالباً من خلال التغيرات النسخية (بالإنجليزية: transcriptional) والترجمة الوراثية (بالإنجليزية: translational) في التفاعلات مع التغيرات البيئية.

## وصلات مفيدة
Proteostasis: where do you work on the network?  - Introduction to Proteostasis by Enzo Life Sciences